# Valdisotto
Valdisotto é uma comuna italiana da região da Lombardia, província de Sondrio, com cerca de 3.216 habitantes. Estende-se por uma área de 88 km², tendo uma densidade populacional de 37 hab/km². Faz fronteira com Bormio, Grosio, Sondalo, Valdidentro, Valfurva.

## Demografia
| Variação demográfica do município entre 1861 e 2011                               |
|                                                                                   |
| Fonte: Istituto Nazionale di Statistica (ISTAT) - Elaboração gráfica da Wikipedia |